# Segni
Segni – miasto i gmina we Włoszech, w regionie Lacjum, w prowincji Rzym.
Urodzili się tu kard. Pericle Felici oraz dyplomata papieski abp Ettore Felici.
Według danych na rok 2004 gminę zamieszkiwało 8780 osób, 143,9 os./km².